# Day of Defeat
Day of Defeat je akční hra pro více hráčů zasazená do druhé světové války. Byla vytvořená jako modifikace (podobně jako Counter-Strike) do hry Half Life. Day of Defeat byla vydána firmou Activision v roce 2003, poté následovaly různé beta testy, dokud v roce 2005 nevyšla verze Day of Defeat: Source běžící na Source enginu.

## O hře
Ve hře má hráč možnost hrát pouze na internetu či po místní síti. Po připojení na server si hráč vybere tým, US Army nebo Wehrmacht. Následně si hráč musí vybrat, za jakou třídu bude hrát. Může hrát za střelce, útočníka, kulometčíka, odstřelovače nebo raketometčíka. Ve hře se bojuje o vlajky nebo se zneškodňují pomocí výbušnin objekty. Když má tým obsazené všechny vlajky, nebo zničí všechny nepřátelské objekty, tak vyhrává bitvu.